# Napoleon (Ohio)
Napoleon – miasto w Stanach Zjednoczonych, w północno-zachodniej części stanu Ohio. Liczba mieszkańców w 2000 roku wynosiła 9347.

## Klimat
Miasto leży w strefie klimatu kontynentalnego, z gorącym latem, należącego według klasyfikacji Köppena do strefy Dfa. Średnia temperatura roczna wynosi 10°C, a opady 894,1 mm (w tym do 67,3 cm opadów śniegu). Średnia temperatura najcieplejszego miesiąca - lipca wynosi 21,1°C, najzimniejszego - stycznia -4,6°C, podczas gdy rekordowe temperatury wynoszą odpowiednio 40,6°C i -31,1°C.